# ASSIST
ASSIST Scholars (American Secondary Schools for International Students and Teachers) ist eine amerikanische, gemeinnützige Organisation, die Schülerinnen und Schülern der 10. und der 11. Klasse sowie Bewerbern direkt nach dem Abitur Stipendien für einen einjährigen Aufenthalt als Austauschschüler an amerikanischen Privatschulen vermittelt.

## Teilnehmende Schulen
Zu den ASSIST-Schulen gehören etwa 75 Privatschulen mit hohem akademischen Niveau und besonderen außerschulischen und sportlichen Angeboten, darunter die Deerfield Academy, die Indian Springs School, die Phillips Exeter Academy und die St. Paul’s School (New Hampshire). Die Schulen vergeben Stipendien, damit die ausländischen Stipendiaten zu einer Bereicherung des Schullebens in kultureller, akademischer und außerschulischer Hinsicht beitragen. Alle ASSIST-Schulen sind Mitglied bei der National Association of Independent Schools (NAIS). Diese Schulen gehören zu den anspruchsvollsten Schulen in den USA.

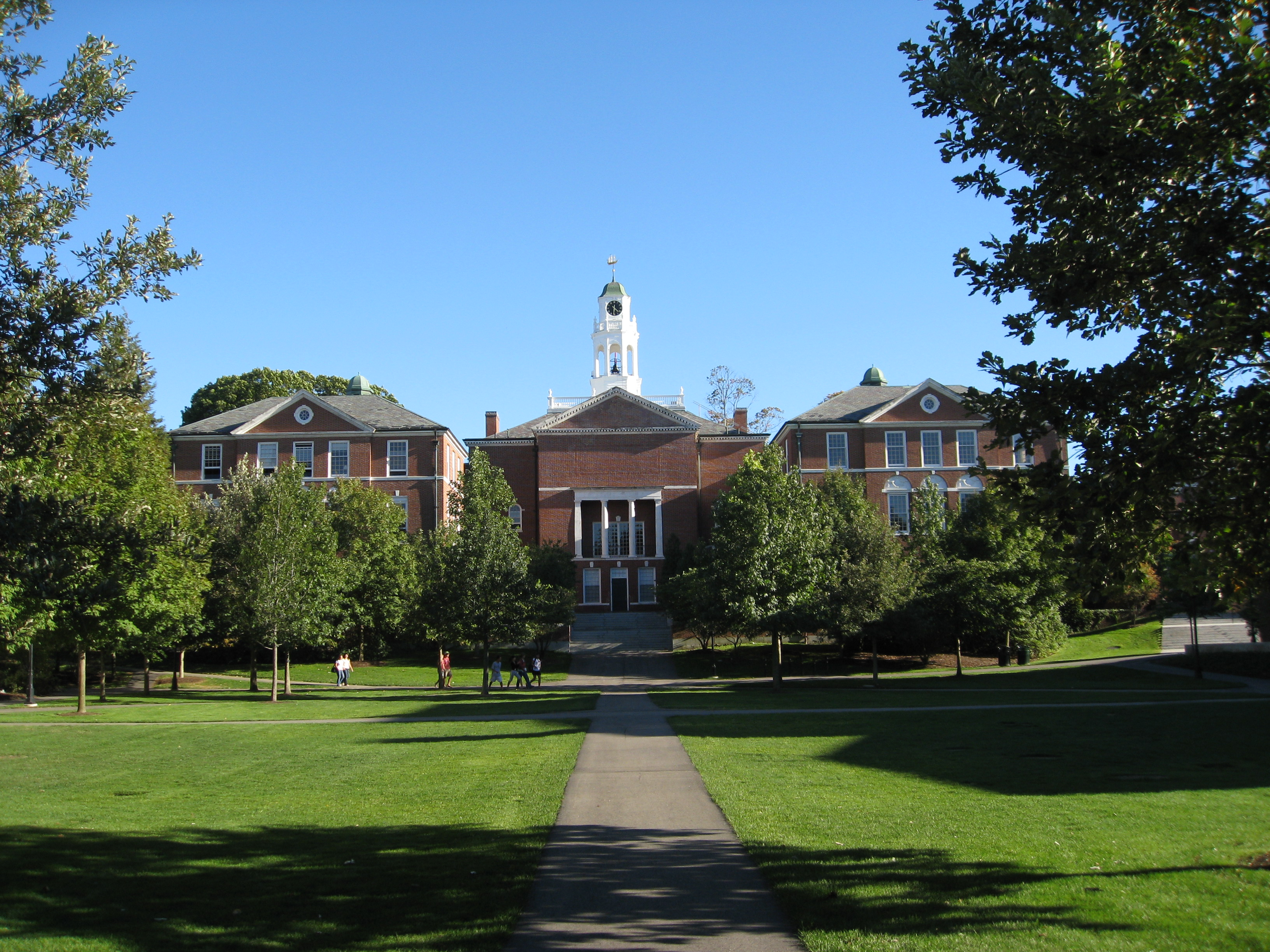
Philips Exeter Academy, New Hampshire
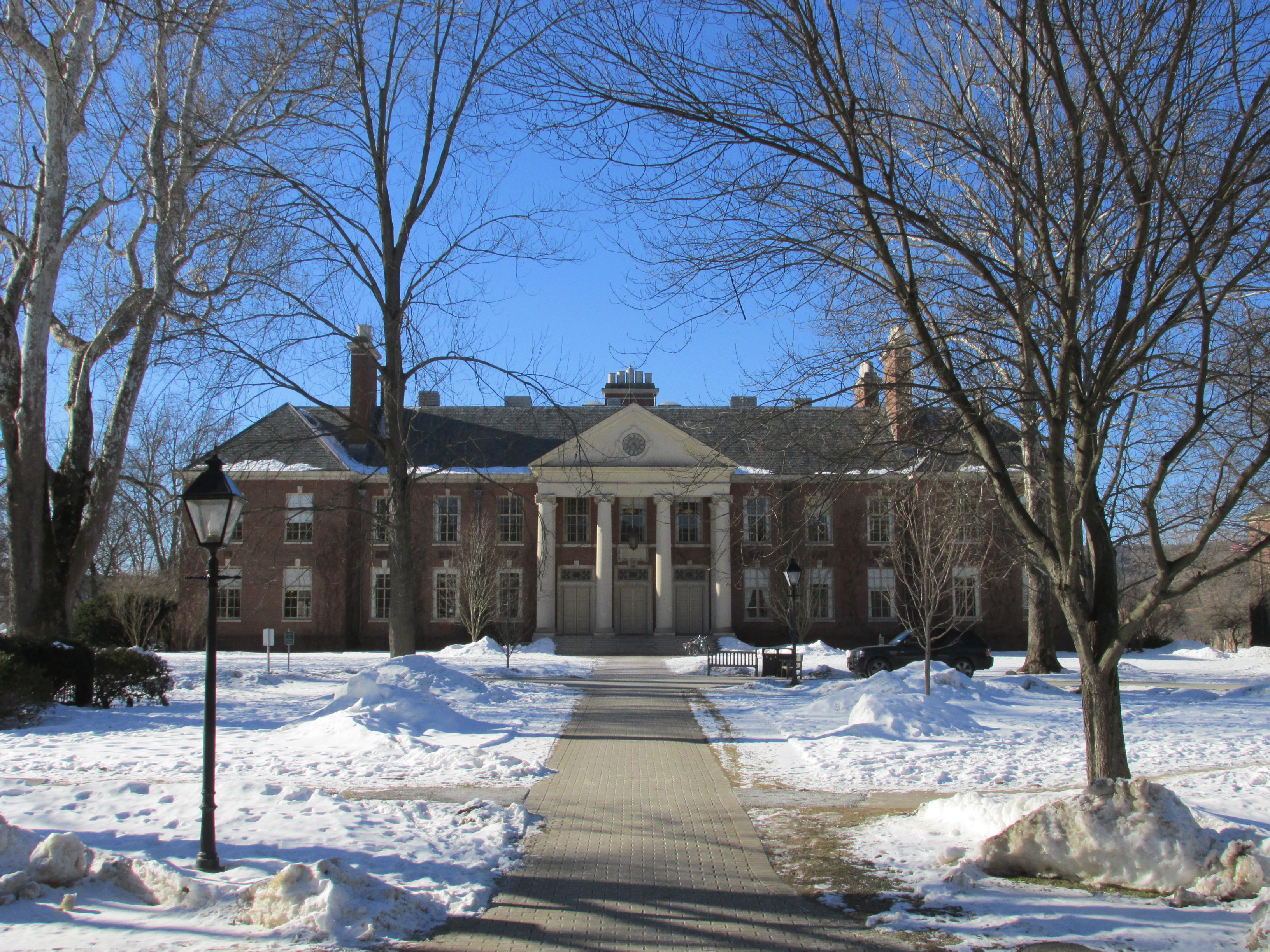
Deerfield Academy, Massachusetts
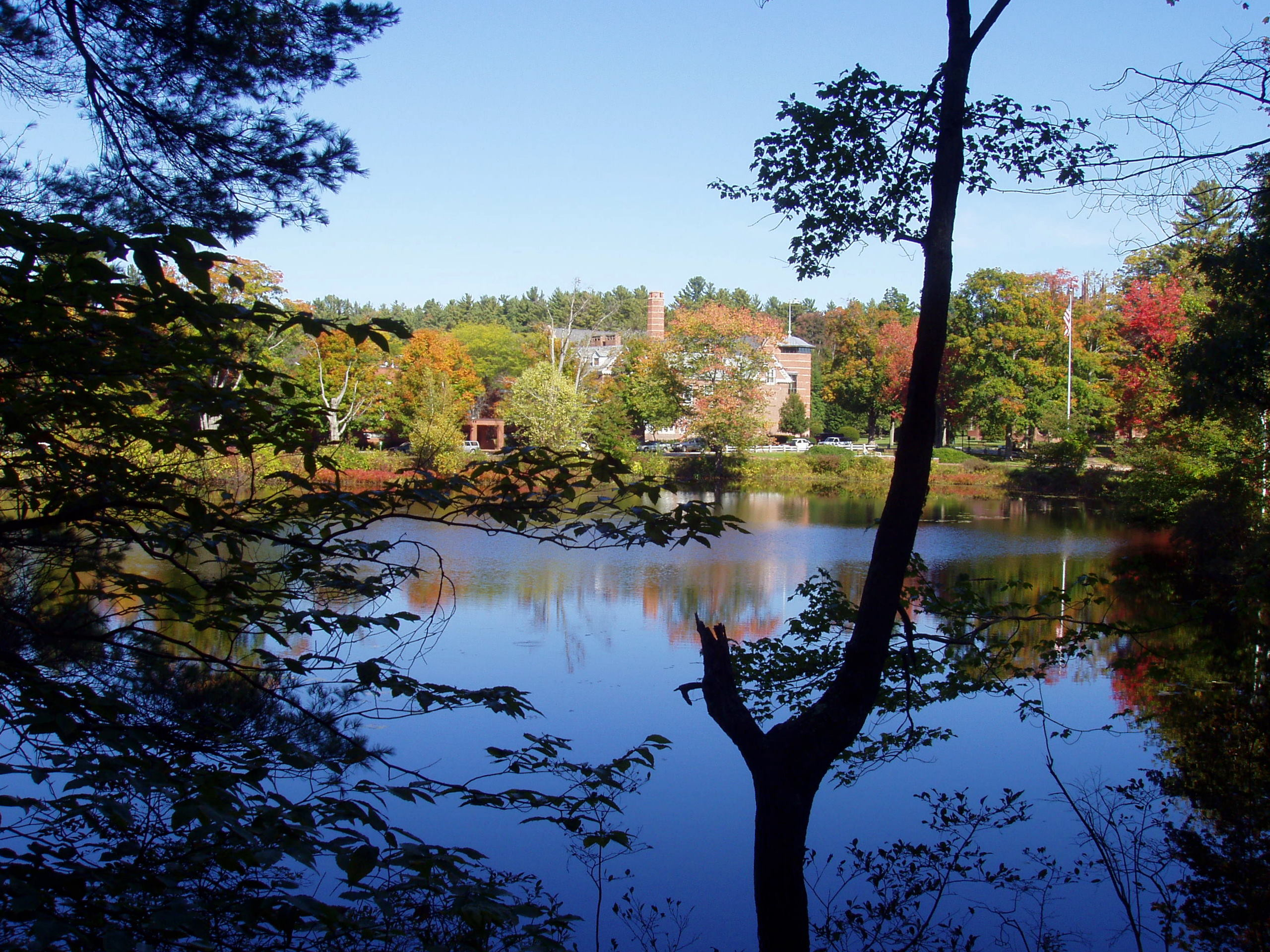
St. Paul’s School, New Hampshire

## Struktur
ASSIST ist eine in den USA als gemeinnützig anerkannte Organisation, die als vom Außenministerium autorisiertes Austauschprogramm Mitglied des Council on Standards for International Educational Travel ist. ASSIST hat seinen Hauptsitz in Suffield, Connecticut. In Deutschland hat ASSIST mehrere Mitarbeiter, die als Ansprechpartner für alle Fragen rund um das ASSIST-Programm dienen. Zudem gibt es den als gemeinnützig anerkannten Förderverein Friends of ASSIST. Beim Förderverein können Stipendiatinnen und Stipendiaten aus Deutschland eine zusätzliche finanzielle Unterstützung ihres USA-Aufenthaltes beantragen.

## Geschichte und Ziele
ASSIST wurde 1969 von Paul Sanderson gegründet und durch Persönlichkeiten des öffentlichen Lebens in den USA und der Bundesrepublik Deutschland als Antwort auf die bestehenden Spannungen zwischen Ost und West unterstützt. Zusätzlich wegen der erheblichen europäische Vorbehalte gegenüber den Vereinigten Staaten von Amerika sowie großen Kenntnislücken in den USA über die reale Situation im gespaltenen Europa, war die Grundidee von ASSIST die Überwindung von Vorurteilen durch eigenes Kennenlernen und eigene Anschauung. Die ersten ASSIST-Stipendiatinnen und Stipendiaten stammten alle aus Deutschland. Mittlerweile wird Schülerinnen und Schülern aus über 50 Ländern die Möglichkeit gegeben, durch einjährige Schulaufenthalte die amerikanische Kultur kennenzulernen, gleichzeitig als Botschafter ihres Landes an den besuchten Gastschulen ein besseres Verständnis für andere Länder und Kulturen zu vermitteln und umgekehrt nach ihrer Rückkehr wiederum zur Überwindung von Vorurteilen in ihrem Heimatland beizutragen. Die am ASSIST-Programm teilnehmenden US-Privatschulen zeichnen sich durch kleine, interaktive Klassen, hervorragend ausgebildete Lehrer, exzellente Ausstattung und wunderschöne Schulanlagen aus und bieten somit beste Voraussetzungen, dem hohen Anspruch des Programms gerecht zu werden.
Seit der Gründung von ASSIST wurden über 6.000 Stipendien vergeben, hiervon über 3.500 an Schülerinnen und Schüler aus Deutschland. Die restlichen Stipendien wurden an Schülerinnen und Schüler aus fünfzig anderen Ländern vergeben, darunter Spanien, Schweden, Österreich, Schweiz und viele osteuropäische sowie ostasiatische Länder, bis hin zu afrikanischen Ländern wie Somaliland.  Detaillierte Kenntnis der USA, hervorragende englische Sprachkenntnisse und viele internationale Freundschaften sowie Weltoffenheit sind wesentliche Charakteristika von ASSIST-Stipendiatinnen und Stipendiaten. In den USA erwartet sie eine exzellente Schulbildung sowie eine große Auswahl an sportlichen sowie kreativen Angeboten. Der enge Dialog mit Lehrenden und Mitschülerinnen und Mirtschülern tragen dazu bei, dass das Austauschjahr mit ASSIST als eine prägende Zeit empfunden wird.
Am 1. Juni 2019 feierte ASSIST in Berlin sein 50-jähriges Jubiläum. Zu den ehemaligen Stipendiaten aus Deutschland gehören Margot Käßmann, Regula Venske, Jens Hardeland und Nils Wülker.

## Stipendien

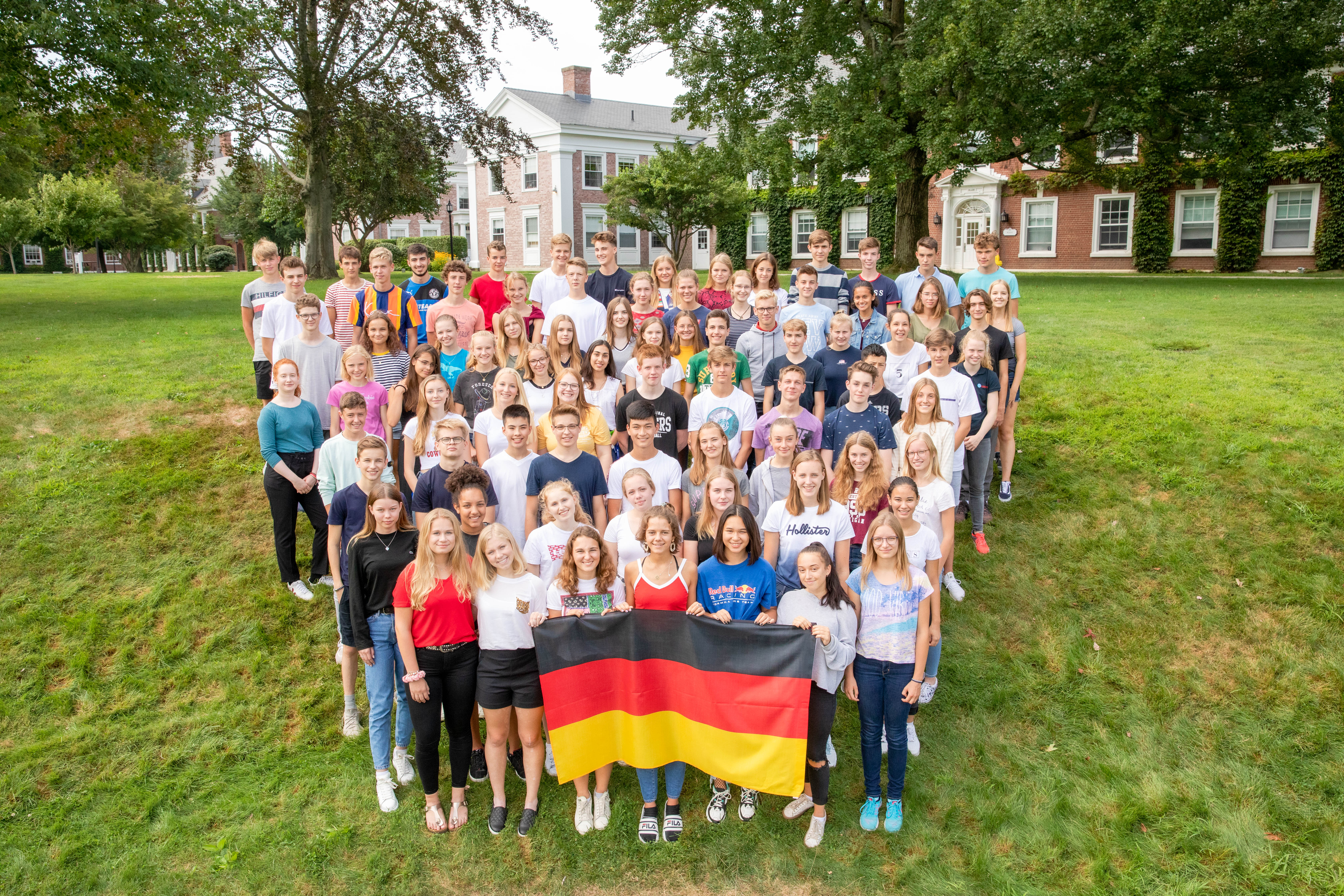
Die Schüler aus Deutschland des ASSIST Jahrgangs 2019/20

Die Stipendien werden an leistungsstarke und künstlerisch, sportlich oder anderweitig begabte Schüler für einen einjährigen Aufenthalt an anspruchsvollen privaten High Schools in den USA vergeben. Der amerikanische Schulaufenthalt wird während der zehnten oder elften Klasse, teilweise auch direkt nach dem Abitur, absolviert, danach kehren die Schülerinnen und Schüler in ihr Heimatland zurück. Etwa 70 % der ASSIST-Schulen sind Internate. Die ASSIST-Schulen vergeben die Stipendien, weil sie ihre Schülerschaft internationaler gestalten wollen oder durch sportlich oder künstlerisch talentierte Jugendliche bereichern wollen. Alle Schulen sind Mitglieder der National Association of Independent Schools und werden zweimal jährlich von ASSIST überprüft.
Die Auswahl der Stipendiaten erfolgt in einem zweistufigen Bewerbungsverfahren. Nach der schriftlichen Bewerbung und der Einreichung von Zeugnissen sowie Lehrergutachten werden geeignete Kandidaten zu einem persönlichen Interview nach Düsseldorf eingeladen. Die Interviews werden in Form von Gruppengesprächen mit insgesamt 3 bis 4 Kandidaten von amerikanischen und deutschen Interviewern durchgeführt. Jährlich werden etwa 170 Stipendien vergeben. Etwa die Hälfte der Stipendiaten kommt dabei jedes Jahr aus Deutschland.